# 上里見藩
上里見藩（かみさとみはん）は、上野国碓氷郡上里見村（現在の群馬県高崎市上里見町）を居所として、江戸時代中期に存在した藩。1748年に松平忠恒が入封して成立した。石高は2万石。1767年に小幡藩に移封されて廃藩となった。

## 歴史

### 前史
延享4年（1747年）7月、陸奥桑折藩2万石の藩主・松平忠恒は、陸奥国伊達郡内の1万2550石を上野国邑楽・吾妻・利根・碓氷・緑野郡および伊豆国田方郡に移された。この際に邑楽郡篠塚村に陣屋が置かれたとされ、篠塚藩が成立した。忠恒は奏者番を務めていたが、同年に寺社奉行を兼任した。
碓氷郡上里見村はこの延享4年（1747年）に松平忠恒領（篠塚藩領）となっている。

### 立藩から廃藩まで
寛延元年（1748年）8月29日、陸奥国伊達郡内3650石の所領が上野国碓氷・群馬両郡に移された。これに際して忠恒は上里見村に居所を移し、上里見藩が立藩した。
同年閏10月1日、忠恒は若年寄に就任。以後、忠恒はその死去に至るまで、徳川吉宗・家重・家治の3代20年にわたって若年寄の任に在った。宝暦12年（1762年）12月9日には勝手掛となり、勝手掛老中松平武元とともに幕府の財政政策を主導した。
藩政面においては、春日堰・松原堰の整備、新田開発、神山宿の定期市開設などが行われた。
明和4年（1767年）閏9月28日に上野国甘楽・多胡・碓氷3郡に所領を移され、甘楽郡小幡を居所とした。これにより上里見藩は廃藩となり、小幡藩が成立した。

### 後史
小幡藩に移った松平忠恒であるが、翌明和5年（1768年）11月9日に49歳で死去した。忠恒の系統の奥平松平家は小幡藩に定着し、幕末・明治維新を迎えることとなった。

## 歴代藩主
松平（奥平）家
2万石。譜代。
1. 忠恒（ただつね）

## 領地

### 明和2年（1765年）の領地
明和2年（1765年）時点の領地の分布は以下の通り。
- 上野国
  - 碓氷郡のうち - 8村
  - 緑野郡のうち - 3村
  - 邑楽郡のうち - 5村
  - 利根郡のうち - 20村
  - 吾妻郡のうち - 6村
  - 群馬郡のうち - 2村
- 陸奥国
  - 伊達郡のうち - 5村
- 伊豆国
  - 田方郡のうち - 8村

表高は2万石、実高は2万5203石であった。

### 里見郷・神山宿
居所所在地周辺は古くは里見郷（現在の高崎市上里見町・中里見町・下里見町一帯）と呼ばれた地域であり、新田氏支流の里見氏発祥地として知られる。里見家の始祖・里見義俊は平安時代末期に里見城（下里見町字古城）を築いたと伝えられており、戦国期の永禄年間にも里見河内という人物が在城していた。また、上里見には上山城（上里見城）があり、南北朝時代の里見兵庫頭の居館であったとされる。
里見郷には信州街道（上州街道。大戸道や大戸通り、草津街道、神山道などとも呼ばれる）が通過していた。信州街道は中山道高崎宿を起点とし、下豊岡（現在の高崎市下豊岡町）で中山道と分岐し、神山宿・三ノ倉宿・大戸宿・大戸関所・須賀尾宿・狩宿宿・鎌原宿・大笹宿・大笹関所を経由して鳥居峠を越え、信濃国に至る道である。上山城の根小屋（城周辺の集落）や集村的農村から街道集落として発展したのが神山（上里見町字神山）であり、延享3年（1746年）に宿場町（神山宿）として定められた。神山宿は下町・中町・本町の3つの町に分かれた。上里見藩の陣屋は、上里見の神山宿南に置かれた。神山宿と、烏川対岸に位置する室田宿（高崎市下室田町。信州街道の別経路である室田道の宿場）は利害が衝突する関係にあったために訴訟も引き起こされたが、宝暦10年（1760年）には神山宿に有利な判決が出た。これには若年寄を務める松平忠恒の存在が影響したという。